# Championnat du Japon de football 1977
Le Championnat du Japon de football 1977 est la treizième édition de la Japan Soccer League. 
Cette édition voit la mise en place d'un nouveau règlement. En cas d'égalité à l'issue des 90 minutes de jeu, une séance de tirs au but a lieu pour départager les équipes. L'équipe qui s'impose aux tirs au but marque deux points et la perdante conserve le point du match nul. La victoire obtenue en 90 minutes vaut 4 points et une défaite ne rapporte aucun point. 
Changement aussi avec les relégations depuis la D2. Les matchs de barrage D2/Senior Cup sont supprimés. La Senior Cup est remplacé par les séries régionales (All Japan Regional Football Promotion League Series (en)). Désormais les clubs disputent les barrages de promotion-relégation D2/Séries régionales. 

## Classement de la première division
| Pos | Club              | Pts | J  | V  | T.a.b (V) | T.a.b (D) | D  | Bp | Bc | Diff | Note                               |
| 1   | Fujita Industries | 60  | 18 | 14 | 1         | 2         | 1  | 64 | 15 | +49  | Champion                           |
| 2   | Mitsubishi Motors | 47  | 18 | 9  | 4         | 3         | 2  | 34 | 21 | +13  |                                    |
| 3   | Hitachi           | 46  | 18 | 9  | 4         | 2         | 3  | 36 | 25 | +11  |                                    |
| 4   | Toyo Industries   | 42  | 18 | 9  | 2         | 2         | 5  | 38 | 20 | +18  |                                    |
| 5   | Yanmar Diesel     | 40  | 18 | 8  | 3         | 2         | 5  | 39 | 28 | +11  |                                    |
| 6   | Furukawa Electric | 36  | 18 | 8  | 2         | 0         | 8  | 33 | 31 | +2   |                                    |
| 7   | New Japan Steel   | 22  | 18 | 3  | 2         | 6         | 7  | 14 | 29 | -15  |                                    |
| 8   | Nippon Kokan      | 20  | 18 | 3  | 3         | 2         | 10 | 28 | 27 | +1   |                                    |
| 9   | Fujitsu           | 20  | 18 | 3  | 2         | 4         | 9  | 18 | 38 | -20  | Barrage promotion-relégation D1/D2 |
| 10  | Toyota Motors     | 4   | 18 | 1  | 0         | 0         | 17 | 11 | 81 | -79  | Barrage promotion-relégation D1/D2 |

## Barrage promotion-relégation D1/D2
| JSL Division 1 | Aller | Retour | JSL Division 2 |
| -------------- | ----- | ------ | -------------- |
| Fujitsu        | 3-1   | 3-0    | Nissan Motors  |
| Toyota Motors  | 0-2   | 0-2    | Yomiuri S.C.   |

Yomiuri est promu en D1, Toyota Motors est relégué en D2.

## Classement des buteurs de la D1
| Joueur                 | Nombre de buts |
| ---------------------- | -------------- |
| João Dickson Carvalho  | 23             |
| Kunishige Kamamoto     | 20             |
| Ademar Pereira Marinho | 18             |
| Yoshikazu Nagai        | 14             |

## Classement de la deuxième division
| Pos | Club                    | Pts | J  | V  | T.a.b (V) | T.a.b (D) | D | Bp | Bc | Diff | Note                                              |
| 1   | Yomiuri                 | 47  | 18 | 11 | 1         | 1         | 5 | 41 | 19 | +22  | Barrage promotion-relégation D1/D2                |
| 2   | Nissan                  | 43  | 18 | 8  | 4         | 3         | 3 | 23 | 18 | +5   | Barrage promotion-relégation D1/D2                |
| 3   | Sumitomo                | 35  | 18 | 6  | 4         | 3         | 5 | 33 | 32 | +1   |                                                   |
| 4   | Yanmar Club             | 32  | 18 | 6  | 4         | 0         | 8 | 25 | 24 | +1   |                                                   |
| 5   | Kofu Club               | 32  | 18 | 6  | 2         | 4         | 6 | 28 | 28 | 0    |                                                   |
| 6   | Kyoto Shiko Club        | 31  | 18 | 5  | 4         | 3         | 6 | 26 | 37 | -11  |                                                   |
| 7   | Honda                   | 29  | 18 | 5  | 3         | 3         | 7 | 25 | 24 | +1   |                                                   |
| 8   | Teijin Matsuyama        | 29  | 18 | 5  | 3         | 3         | 7 | 24 | 31 | -7   |                                                   |
| 9   | Furukawa Electric Chiba | 28  | 18 | 5  | 2         | 4         | 7 | 19 | 28 | -9   | Barrage promotion-relégation D2/Séries régionales |
| 10  | Tanabe Pharmaceuticals  | 27  | 18 | 6  | 0         | 3         | 9 | 21 | 24 | -3   | Barrage promotion-relégation D2/Séries régionales |

## Barrage promotion-relégation D2/Séries régionales
| JSL                     | Aller           | Retour | Séries régionales             |
| ----------------------- | --------------- | ------ | ----------------------------- |
| Furukawa Electric Chiba | 0-0 (2-4 t.a.b) | 1-3    | Toshiba Horikawa-cho (Second) |
| Tanabe Pharmaceuticals  | 3-1             | 0-1    | Yamaha Motors (Champion)      |

Toshiba promu en D2, Furukawa Chiba relégué en séries régionales.